# Hôtel-Dieu de Nîmes
L'Hôtel-Dieu de Nîmes est un ancien hôpital de la ville de Nîmes, dans le département du Gard et la région Languedoc-Roussillon. L'édifice abrite les locaux de la CCI de Nîmes depuis 1936 et est inscrit monument historique depuis 2000.

## Localisation
L'édifice est sis aux 25-27 rue Jean-Reboul et au 12 rue de la République.

## Historique
En 1313, Raymond Ruffi fonde un hôtel-Dieu de douze lits. L'établissement fonctionnera comme hôpital jusqu'en 1934. Agrandi en 1483, il sera saccagé au XVIe siècle, puis remis en état. La façade actuelle est construite en 1830 par Charles Durand, architecte de la ville. Le portail est détruit en 1937 et, en 1978, le cloître disparaît à son tour.

## Architecture
Le bâtiment de deux étages avec grand escalier au fond de la cour d'honneur est entouré par deux autres. Le tout forme un U ouvert sur la rue de la République. Une chapelle, placée sous le vocable de saint Joseph, se trouve au 25 rue Jean-Reboul.